# Eleonora di Vermandois
Eleonora di Vermandois (1148 o 1149 – 20 giugno 1218) fu contessa di Vermandois e di Valois, dal 1183 alla sua morte e grazie ai suoi numerosi matrimoni Eleonora fu anche contessa consorte di Ostrevent dal 1162 al 1163, di Nevers e Auxerre dal 1164 al 1168, di Boulogne dal 1171 al 1173 e di Beaumont dal 1175 al 1192.

## Origine
Secondo la Flandria Generosa (Continuatio Bruxellensis) Eleonora era sorella di Elisabetta di Vermandois, che, come ci confermano gli Annales Blandinienses, era la figlia primogenita del siniscalco di Francia, il conte di Vermandois e di Valois Raul I di Vermandois e della sua seconda moglie Petronilla d'Aquitania, che, secondo la Chronique de Guillaume de Nangis, era la figlia femmina secondogenita del duca di Aquitania, duca di Guascogna e conte di Poitiers, Guglielmo X il Tolosano e della sua prima moglie, Aénor di Châtellerault († dopo il 1130), figlia del visconte Americo I di Châtellerault e della Maubergeon, che al momento della sua nascita era l'amante di suo nonno Guglielmo IX il Trovatore. Anche la Chronica Albrici Monachi Trium Fontium conferma gli ascendenti di Petronilla, in quanto la cita come sorella della regina consorte di Francia, duchessa d'Aquitania e Guascogna e contessa di Poitiers, Eleonora, che poi sarà anche regina consorte d'Inghilterra.
Raul I di Vermandois, secondo la Genealogiæ Scriptoris Fusniacensis, era il figlio maschio primogenito del conte di Vermandois e di Valois Ugo di Francia detto il Grande, fratello del re di Francia Filippo I e della contessa di Vermandois e di Valois Adelaide di Vermandois. I nonni paterni di Raul I erano Enrico I di Francia e Anna di Kiev, quelli materni Erberto IV di Vermandois e Alice di Valois.

## Biografia
Dopo che, nel 1137, sua zia Eleonora ebbe sposato Luigi, erede del trono di Francia, sua madre Petronilla fu al seguito degli sposi nel loro viaggio verso Parigi; il re di Francia Luigi VI morì il primo di agosto del 1137, quando gli sposi erano ancora in viaggio per Parigi.
Petronilla seguì la sorella, ora regina consorte di Luigi VII, alla corte di Francia e dopo poco tempo si innamorò del conte di Vermandois e Valois Rodolfo, che era già sposato a Eleonora di Blois, sorella del conte di Champagne Tibaldo IV di Blois.
Petronilla allora fece pressione sulla sorella Eleonora affinché convincesse il marito Luigi VII a favorire la separazione di Rodolfo dalla moglie. Il re convinse tre arcivescovi del regno di Francia a sciogliere il matrimonio di Rodolfo e Eleonora di Blois per motivi di consanguineità, permettendo così il matrimonio tra Petronilla e Rodolfo. Il matrimonio fu celebrato nel 1142, come ci viene confermato dalla Historiæ Tornacenses.

### La giovinezza e i matrimoni
Eleonora nacque nel 1148 o 1149, e oltre ad avere un fratello, Rodolfo (1145 - 7 giugno 1167), e una sorella, Elisabetta (1143 - 1183), aveva anche un fratellastro maggiore, Ugo (9 aprile 1127 - 4 novembre 1212), nato dal primo matrimonio del padre con Eleonora di Blois.
Ma non tardarono le proteste: Eleonora di Blois era sorella anche del re d'Inghilterra Stefano di Blois e, non molto tempo dopo, in un concilio a Lagny-sur-Marne, sotto la presidenza di un legato pontificio i tre arcivescovi troppo accomodanti vennero scomunicati e la loro decisione annullata, il nuovo matrimonio considerato non valido (il papa Innocenzo II aveva giudicato illegittimo il matrimonio) e le contee di Rodolfo furono poste sotto interdetto. Ne seguì un conflitto tra Tibaldo IV di Blois, altro fratello di Eleonora di Blois, e suo padre Rodolfo, che aveva l'appoggio del cognato Luigi VII. Dopo avere raggiunto un accordo fu ristabilita la pace, ma i suoi genitori Rodolfo e Petronilla continuarono a convivere nonostante il loro matrimonio fosse stato annullato, perciò fu loro confermata la scomunica (secondo Patrick van Kerrebrouck, nel suo Les Capétiens, 987-1328, P. van Kerrebrouck, 2000, la scomunica fu annullata, nel 1148, dopo che il papa Eugenio III a Reims aveva convalidato l'annullamento del matrimonio di Rodolfo e Eleonora.
Il matrimonio dei suoi genitori terminò tra il 1151 e il 1152, contemporaneamente al raffreddarsi del rapporto tra sua zia Eleonora e il re di Francia Luigi VII, con la separazione e il divorzio tra Petronilla e Rodolfo.
Suo padre Rodolfo morì l'anno dopo, dopo essersi sposato per la terza volta con Lauretta d'Alsazia, figlia di Teodorico di Alsazia. Le contee, alla morte di Rodolfo, vennero ereditate dal fratellastro maggiore Ugo II.
Di sua madre Petronilla non si conosce la data esatta della morte, che avvenne dopo il 24 ottobre 1153.
Sua zia, Eleonora d'Aquitania, nel 1152, dopo avere divorziato da Luigi VII di Francia, poche settimane dopo si era risposata con Enrico, conte d'Angiò e duca di Normandia, futuro re d'Inghilterra.
Di Ugo II non si hanno molte informazioni: si conosce solo che nel 1160 rinunciò ai titoli e si ritirò a vita monastica; gli succedette il fratellastro Rodolfo, come Rodolfo II
Eleonora, che secondo la Chronique de Robert de Torigni, abbé du Mont-Saint-Michel, alla morte del padre, con i fratelli Rodolfo ed Elisabetta era stata affidata alla tutela del cugino Waleran de Beaumont, I conte di Worcester. Nel 1162, secondo il Gisleberti Chronicon Hanoniense, fu data in moglie al conte di Ostrevent Goffredo di Hainaut (1147-1163), figlio del conte d'Hainaut Baldovino IV e di Alice di Namur. Il matrimonio durò poco; l'anno successivo Goffredo morì, secondo Patrick van Kerrebrouck, mentre preparava un viaggio per la Palestina. Eleonora a Goffredo non diede figli.
Nel 1164 Eleonora si sposò in seconde nozze con il Conte di Nevers, Auxerre e Tonnerre Guglielmo IV (1130 circa - 1168); anche queste nozze furono brevi e sterili come le prime; Guglielmo morì Crociato in Terra santa nel 1168 e fu sepolto a Betlemme; il cronachista Guglielmo, arcivescovo della città di Tiro, nel libro XX del suo Historia rerum in partibus transmarinis gestarum, narra che Guglielmo raggiunse Gerusalemme nel 1168 e morì in quello stesso anno, dopo una lunga malattia in ancora giovane età; secondo il Roberti Canonici S Mariani Autissiodorensis Chronicon, Guglielmo morì, senza eredi, a causa della peste che in quell'anno investì Gerusalemme-
Tre anni dopo, nel 1171, ancora secondo il Gisleberti Chronicon Hanoniense, Eleonora si sposò la terza volta con il conte di Boulogne Matteo di Lorena, che nel 1168 era stato costretto a divorziare dalla moglie Maria di Boulogne dopo essere stati entrambi minacciati di scomunica dal papa Alessandro III, che provvide a fare annullare le nozze; il matrimonio viene citato anche dal cronista Roberto di Torigni, abate di Mont-Saint-Michel. Con Matteo Eleonora partorì la sua unica figlia, una bambina che ebbe vita breve come il suo terzo matrimonio, infatti nel 1173 Matteo, alla guida delle truppe fiamminghe al seguito del re d'Inghilterra Enrico II, che combatteva contro il re di Francia Luigi VII, fu ferito mortalmente da una freccia durante l'assedio al castello di Driencourt; secondo Roberto di Torigni Matteo, conte di Boulogne, fratello del conte delle Fiandre Filippo (Mathæus comes Boloniæ frater Philippi comitis Flandrensis) morì per le ferite ricevute all'assedio del castello di Driencourt (castri Dringeust).
L'ultimo matrimonio Eleonora lo contrasse nel 1175 con Matteo III, conte di Beaumont, i due rimasero sposati fino al 1192 quando divorziarono, anche quest'unione non diede figli.

### Contessa
Alla morte della sorella Elisabetta il cognato Filippo si tenne i possedimenti del Vermandois e del Valois, tuttavia il suo matrimonio con Elisabeth era stato sterile ed Eleonora aveva tutti i diritti di rivendicare i possedimenti paterni. Quando Filippo rifiutò la richiesta di Eleonora ne nacque un conflitto ed Eleonora si appellò al re di Francia Filippo II Augusto, che si interpose fra i due e il conflitto, sempre secondo Patrick van Kerrebrouck, venne mediato da Filippo II Augusto con il trattato di Boves del 1185, ratificato ad Amiens nel 1186: Eleonora ottenne per sé il Valois, Filippo II Augusto si prese Amiens e molti altri feudi, mentre a Filippo I andò il Vermandois vero e proprio, e gli venne concesso il permesso di fregiarsi del titolo di conte di Vermandois per il resto della vita. Da allora Eleonora si fregiò del titolo di contessa di Valois e, dal 1191, poté fregiarsi anche di quello di contessa del Vermandois; infatti Filippo era morto all'assedio di San Giovanni d'Acri nell'estate del 1191, tre mesi dopo la traversata, il 1º luglio (Kal Iulii 1191), come ci viene confermato anche dalla Historia Rerum in partibus transmarinis gestarum ("L'estoire de Eracles Empereur et la conqueste de la terre d'Outremer"), Continuator, ai capitoli IV e VI.
In quel periodo Eleonora, citandosi come contessa di Beaumont, fece due donazioni all'abbazia di Notre-Dame d'Ourscamp: nella prima, documento n° CCXLIX del 1184 si dichiara erede del Vermandois, tenuto da Filippo, mentre nel secondo, documento n° CCXLVII del 1189, si cita come figlia di Rodolfo I.
Dal 1192 Eleonora governò in piena autonomia fino alla morte sopravvenuta nel giugno del 1218; il necrologio dell'abbazia di Saint Denis, ci informa sul giorno della morte, il 20 giugno (XII Kal Jul).
Nell'accordo raggiunto con il re di Francia che le aveva ridato ciò che le spettava c'era una clausola, che se Eleonora fosse morta senza eredi il Vermandois e il Valois sarebbero andato alla corona.

## Figli
Eleonora aveva dato una figlia al suo terzo marito, Matteo di Lorena:
- una figlia di cui non si conosce il nome[39], morta in tenera età.

## Ascendenza
|                          |                          |                                     | Genitori                      |  |  | Nonni |  |  | Bisnonni            |  |  | Trisnonni             |  |
|                          |                          |                                     |                               |  |  |       |  |  | Enrico I di Francia |  |  | Roberto II di Francia |  |
|                          |                          |                                     |                               |  |  |       |  |  | Enrico I di Francia |  |  | Roberto II di Francia |  |
|                          |                          | Costanza d'Arles                    |                               |  |  |       |  |  | Enrico I di Francia |  |  |                       |  |
| Ugo I di Vermandois      |                          |                                     |                               |  |  |       |  |  | Enrico I di Francia |  |  |                       |  |
|                          |                          | Anna di Kiev                        | Jaroslav I di Kiev            |  |  |       |  |  |                     |  |  |                       |  |
|                          |                          | Anna di Kiev                        | Jaroslav I di Kiev            |  |  |       |  |  |                     |  |  |                       |  |
|                          |                          | Anna di Kiev                        | Ingegerd Olofsdotter          |  |  |       |  |  |                     |  |  |                       |  |
| Raul I di Vermandois     |                          | Anna di Kiev                        |                               |  |  |       |  |  |                     |  |  |                       |  |
|                          |                          | Erberto IV di Vermandois            | Ottone I di Vermandois        |  |  |       |  |  |                     |  |  |                       |  |
|                          |                          | Erberto IV di Vermandois            | Ottone I di Vermandois        |  |  |       |  |  |                     |  |  |                       |  |
|                          |                          | Erberto IV di Vermandois            | Patia                         |  |  |       |  |  |                     |  |  |                       |  |
| Adelaide di Vermandois   |                          | Erberto IV di Vermandois            |                               |  |  |       |  |  |                     |  |  |                       |  |
|                          |                          | Adele di Valois                     | Raoul III di Valois           |  |  |       |  |  |                     |  |  |                       |  |
|                          |                          | Adele di Valois                     | Raoul III di Valois           |  |  |       |  |  |                     |  |  |                       |  |
|                          |                          | Adele di Valois                     | Adele de Bar-sur-Aube         |  |  |       |  |  |                     |  |  |                       |  |
| Eleonora di Vermandois   |                          | Adele di Valois                     |                               |  |  |       |  |  |                     |  |  |                       |  |
|                          | Guglielmo IX d'Aquitania | Guglielmo VIII di Aquitania         |                               |  |  |       |  |  |                     |  |  |                       |  |
|                          | Guglielmo IX d'Aquitania | Guglielmo VIII di Aquitania         |                               |  |  |       |  |  |                     |  |  |                       |  |
|                          | Guglielmo IX d'Aquitania | Hildegarde di Borgogna              |                               |  |  |       |  |  |                     |  |  |                       |  |
| Guglielmo X di Aquitania | Guglielmo IX d'Aquitania |                                     |                               |  |  |       |  |  |                     |  |  |                       |  |
|                          |                          | Filippa di Tolosa                   | Guglielmo IV di Tolosa        |  |  |       |  |  |                     |  |  |                       |  |
|                          |                          | Filippa di Tolosa                   | Guglielmo IV di Tolosa        |  |  |       |  |  |                     |  |  |                       |  |
|                          |                          | Filippa di Tolosa                   | Emma di Mortain               |  |  |       |  |  |                     |  |  |                       |  |
| Petronilla d'Aquitania   |                          | Filippa di Tolosa                   |                               |  |  |       |  |  |                     |  |  |                       |  |
|                          |                          | Aymery, I visconte di Châtellerault | Boson II de Châtellerault     |  |  |       |  |  |                     |  |  |                       |  |
|                          |                          | Aymery, I visconte di Châtellerault | Boson II de Châtellerault     |  |  |       |  |  |                     |  |  |                       |  |
|                          |                          | Aymery, I visconte di Châtellerault | Aleanor de Thouars            |  |  |       |  |  |                     |  |  |                       |  |
| Aenor de Châtellerault   |                          | Aymery, I visconte di Châtellerault |                               |  |  |       |  |  |                     |  |  |                       |  |
|                          |                          | Dangerose de l'Isle Bouchard        | Barthelemy de L'Isle Bouchard |  |  |       |  |  |                     |  |  |                       |  |
|                          |                          | Dangerose de l'Isle Bouchard        | Barthelemy de L'Isle Bouchard |  |  |       |  |  |                     |  |  |                       |  |
|                          |                          | Dangerose de l'Isle Bouchard        | Gerberge de Blaison           |  |  |       |  |  |                     |  |  |                       |  |
|                          |                          | Dangerose de l'Isle Bouchard        |                               |  |  |       |  |  |                     |  |  |                       |  |

### Fonti primarie
- (LA)  Cartulaire de l'abbaye de Notre-Dame d'Ourscamp de l'ordre de Citeaux.
- (LA)  Orderici Vitalis, Histoira Ecclesiastica.
- (LA)  Monumenta Germaniae Historica, Scriptores, tomus XXVI.
- (LA)  Monumenta Germaniae Historica, Scriptores, tomus XXI.
- (LA)  Monumenta Germaniae Historica, Scriptores, tomus XXIII.
- (LA)  Monumenta Germaniae Historica, Scriptores, tomus XIV.
- (LA)  Monumenta Germaniae Historica, Scriptores, tomus IX.
- (LA)  Monumenta Germaniae Historica, Scriptores,tomus XIII.
- (LA)  Monumenta Germaniae Historica, Scriptores,tomus V.
- (LA)  Historia Rerum in partibus transmarinis gestarum.
- (LA)  Obituaires de la province de Sens. Tome 1,Partie 1.
- (LA)  Cartulaire de l´abbaye de Cysoing et de ses dépendances.
- (LA)  Chronique de Guillaume de Nangis.
- (LA)  Chronique de Robert de Torigni, abbé du Mont-Saint-Michel, vol 1.
- (LA)  Chronique de Robert de Torigni, abbé du Mont-Saint-Michel, vol 2.

### Letteratura storiografica
- Louis Alphen, La Francia: Luigi VI e Luigi VII (1108-1180), in: Storia del mondo medievale, vol. V, 1999, pp. 705–739
- Frederick Maurice Powicke, "I regni di Filippo Augusto e Luigi VIII di Francia", cap. XIX, vol. V (Il trionfo del papato e lo sviluppo comunale) della Storia del Mondo Medievale, 1999, pp. 776–828
- William John Corbett, Inghilterra: 1087-1154, in: Storia del mondo medievale, vol. VI, 1999, pp. 56–98
- Gislebertus (of Mons), Chronicle of Hainaut, trad. di Laura Napran (The Boydell Press, 2005)